# Портрет семьи Вендрамин
Портрет семьи Вендрамин (итал. Ritratto votivo della famiglia Vendramin) — картина венецианского художника Тициана, созданная в 40-е годы XIV века. Находится в собрании лондонской Национальной галереи. Это самый большой групповой портрет работы Тициана.
Венецианская семья Вендрамин получила статус патрицианской в 1381 году. Этим были отмечены заслуги Андреа Вендрамина в войне против Генуи. Он нажил огромное состояние на производстве мыла, торговле маслом и другими товарами. Один из его потомков, тоже Андреа, был дожем в 1476—1478 годах. В XVI веке их потомок Габриеле Вендрамин стал известен как собиратель живописи и любитель искусств. Его коллекция включала такое полотно, как «Гроза» Джорджоне. Вероятно, именно Габриеле заказал Тициану портрет, на котором он изображён вместе со старшим братом Андреа и семью сыновьями последнего.
Фигуры на полотне размещены подле алтаря с реликварием из горного хрусталя и золочёного серебра c частицами Креста Господня — святыни, особо почитавшейся венецианцами. В 1369 она была получена от канцлера Кипра Филиппа де Мезьера и помещена в скуоле Сан-Джованни Эванджелиста Андреа Вендрамином — хранителем скуолы и предком заказчиков картины. Сюжеты, связанные с реликвией, ранее послужили темой для картин Витторе Карпаччо («Чудо реликвии Креста на мосту Риальто») и Джентиле Беллини («Чудо креста на мосту Сан Лоренцо»).
Авторство Тициана и личности изображённых персонажей подтверждаются описью коллекции Габриеле Вендрамина, сделанной в 1569 году. На полотне изображены Габриеле Вендрамин (1484—1552), его старший брат Андреа (1481—1547) и семеро племянников — Леонардо (или Лунардо), Лука, Франческо, Бортоломео, Джованни, Филиппо и Федериго, родившиеся в 1523, 1528, 1529, 1530, 1532, 1534 и 1535 годах, соответственно. Возраст мальчиков позволил датировать полотно началом 40-х годов XVI века. Возможно, что начатая в этот период работа была закончена спустя несколько лет, как это часто случалось у Тициана.
Некоторые сомнения вызывает идентификация пожилых мужчин. Исследования показали, что композиция картины менялась в процессе работы. Первоначально вёл семью к алтарю старик с большой седой бородой, фигура которого теперь в центре. Затем Тициан поменял фигуры мужчин местами. Это свидетельствует в пользу того, что человек, стоящий у алтаря, — это старший брат Андреа, а мужчина в красном — его младший брат Габриеле. Мужчина у алтаря выглядит намного старше, хотя Андреа и Габриэле разделяют всего три года.
Большая часть картины соответствует стилю Тициана начала 1540-х годов, хотя, возможно, фигуры мальчиков написаны при участии кого-то из учеников. Вероятно, во время работы ширина полотна была уменьшена, холст был обрезан слева, и фигура Лунардо была перемещена вправо. Это видно как на рентгеновских изображениях, так и невооружённым глазом: с течением времени краски стали прозрачнее и проступили первоначальные контуры головы.
Картина оставалась во дворце Вендраминов, по крайней мере, до 1636 года, затем была приобретена Ван Дейком и попала вместе с его коллекцией в Англию, где, сменив несколько владельцев, в 1929 году была приобретена Национальной галереей.